# 宇文莫槐
宇文 莫槐（うぶん ばくかい、拼音：Yǔwén Mòhuaí、生年不詳 - 293年）は、鮮卑宇文部の大人。宇文普撥の兄にあたる。

## 生涯
宇文部は彼の代から活動年代が判明する。
太康10年（289年）、当時既に遼東・遼西地方においては段部と並んで強盛であり、慕容部の大人慕容廆とはかねてより対立し合っていた。その為、しばしば慕容部へ攻め入っては、侵攻略奪を繰り返していた。慕容廆は身を低くして贈り物を厚くし、融和を図ったという。
元康3年（293年）、宇文莫槐は民を虐げていた事から、部族の民に殺害された。死後、弟の宇文普撥が位を継いだ。